# Гурский, Константы (художник)
Константы (Константи́н) Гурский (пол. Konstanty Górski; 1868—1934) — польский художник.

## Биография

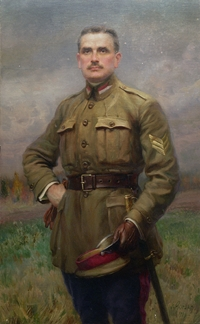
Портрет полковника Б. Мосцицкого. 1917 г.

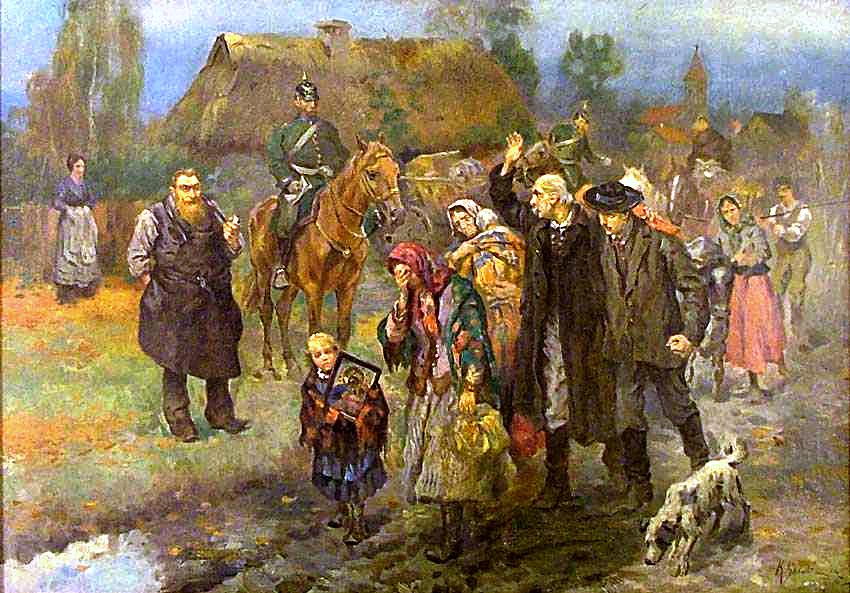
«Прусские депортации», 1915

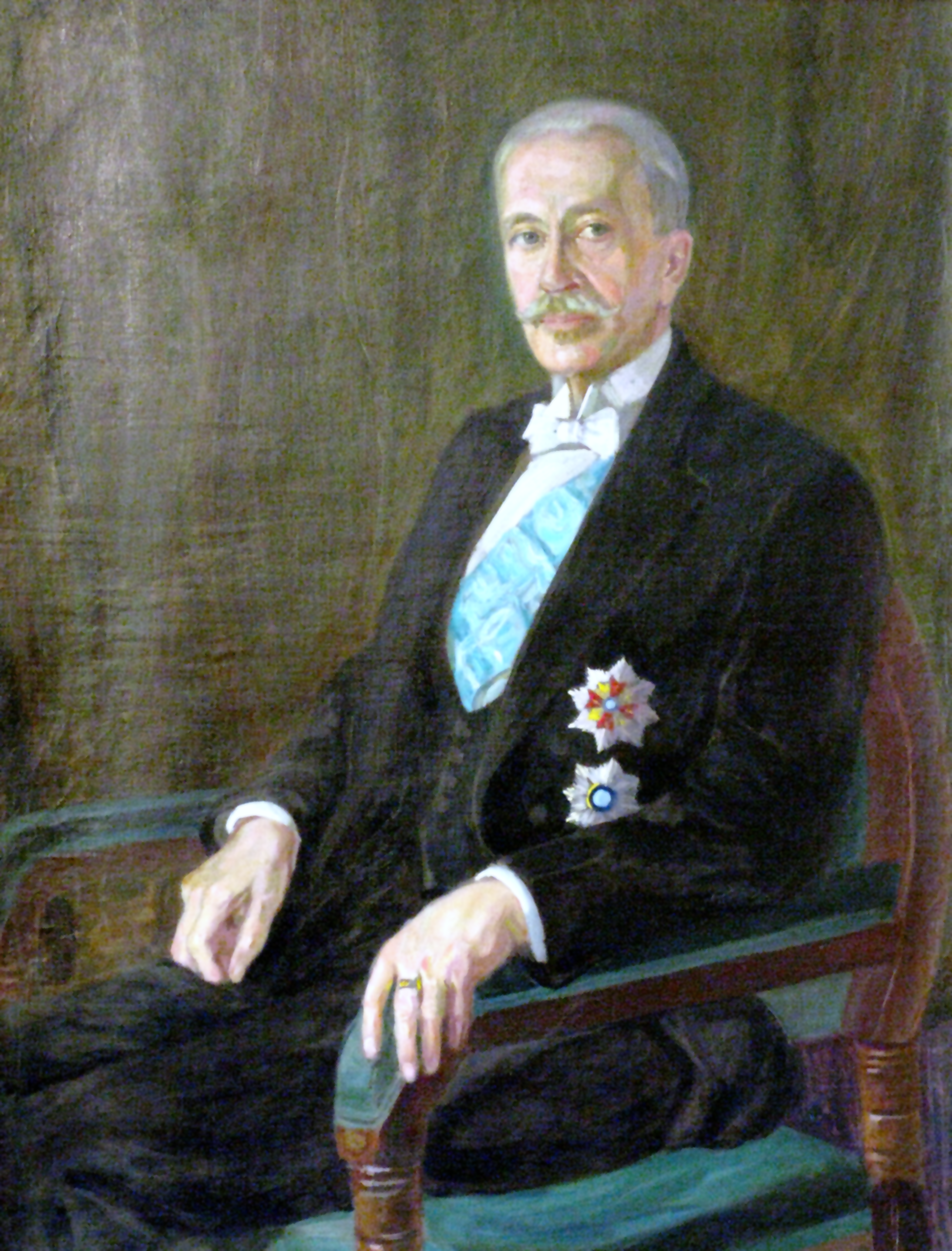
Портрет президента Польши Игнацы Мосцицкого

Шляхтич. Учился в Вильно в Рисовальной школе у Ивана Трутнева.
В 1887 г. окончил Московское училище живописи, ваяния и зодчества и поступил в Императорскую Академию художеств в Санкт-Петербурге. Ученик Б. П. Виллевальде.
В 1890 году за картину «Обнаженный мужчина» был награжден Большой золотой медалью академии. После завершения учёбы в России, Гурский продолжил обучение в Мюнхене, Париже и Италии.
В 1895 году поселился в Варшаве и включился в деятельность существующих художественных объединений. В 1900 году стал членом Совета Варшавского художественного общества. Во время Первой мировой войны жил в Москве, где активно участвовал в культурной жизни польской диаспоры. В Варшаву вернулся в 1919 г. Преподавал, был одним из организаторов, а в дальнейшем и вице-президентом Варшавского художественного общества.
В 1897 году, впервые выставил свою работу в Обществе поощрения художеств, в последующие годы участвовал в большинстве выставок, организованных обществом. Его работы были представлены в 1900 году Картины К. Гурского выставлялись в Познани, Варшаве, в 1900 году на Всемирной выставке в Париже, в 1914 — в Вильно. Многие из его работ были награждены медалями. Сам же Гурский был награжден орденом Почётного Легиона (Франция) и крестом «За заслуги» (Австрия) за меценатскую деятельность по устроению выставок за границей. В 1922, 1930, 1933 организовал персональные выставки. В 1937 состоялась посмертная выставка работ Константина Гурского.

## Творчество
К. Гурский — художник-портретист, представитель реализма в польском искусстве. Писал портреты политиков, учёных, аристократов. При написании портрета применял психологический анализ. В репрезентативных портретах часто ограничивался внешним сходством с моделью.
Кроме того, создал ряд полотен исторического жанра, картин на патриотические темы, пейзажей. Карикатурист и известный иллюстратор книг (А. Мицкевич, Ю. Словацкий, Г. Сенкевич, В. Серошевский, М. Родзевич и др.), журналов. Иллюстрировал также, издаваемые Гебетнером и Вольфом, книги для детей и молодежи.
Работы художника печатались на страницах журналов «Tygodnik Ilustrowany», «Tygodnik Polski», «Biesiada Literacka» и «Wedrowiec».

## Награды
- Орден Почётного легиона
- крест «За заслуги» (Австрия)